# Teoría de los múltiples impactos
La teoría o hipótesis de los múltiples impactos es uno de los escenarios planteados como posible causa de la extinción masiva del Cretácico-Terciario, que causó la desaparición del 50 % de los géneros biológicos, entre ellos la mayoría de los dinosaurios, hace unos 65 millones de años.
Según esta teoría, la causa de la extinción habría sido la colisión de múltiples meteoritos con la tierra, o bien la de un solo meteorito o asteroide que se fragmentó en varias partes al entrar en contacto con la tierra, siendo el impacto que causó el cráter de Chicxulub uno de ellos. Otros posibles escenarios de impacto serían el cráter Silverpit y el cráter Shiva, en cuya formación pudo haberse producido un ascenso del manto terrestre a través de la fractura, lo que explicaría el origen geológico de los traps del Decán. El impacto podría haber sido parecido al del cometa Shoemaker-Levy 9 con Júpiter.